# Cerbalus ergensis
Cerbalus ergensis är en spindelart som beskrevs av Jäger 2000. Cerbalus ergensis ingår i släktet Cerbalus och familjen jättekrabbspindlar.
Artens utbredningsområde är Tunisien. Inga underarter finns listade i Catalogue of Life.